# Guarrato
Guarrato est un hameau (frazione) de la commune de Misiliscemi (détachée de Trapani depuis 2021) en Italie, sur la route de Marsala. Il se situe à environ 10 km de la capitale de la province Trapani.
L'histoire de Guarrato remonte au XVIIIe siècle. Son église date de 1869 et constitue l'un des sites les plus remarquables de la zone rurale de Trapani. 